# L'Étrange Aventure
Pour plus de détails, voir Fiche technique et Distribution.
L'Étrange Aventure (Brother Orchid) est un film américain réalisé par Lloyd Bacon, sorti en 1940.

## Synopsis
Afin d'acquérir de la « classe », le chef de bande « Little » John Sarto décide de s'offrir un long voyage en Europe et confie la gestion de ses affaires à son bras droit, Jack Buck. De retour cinq ans plus tard, il est jeté hors de son ancien bureau par Jack, lequel entend bien rester le patron. Aidé par son amie « Flo » Addams et par Willie « The Knife », il tente de monter un autre gang pour contrer Jack. Mais, victime d'un attentat et laissé pour mort, il trouve refuge dans un monastère, où le père supérieur consent à le prendre comme novice, chargé d'entretenir la collection de fleurs du lieu, dont des orchidées. Désormais connu comme « Brother Orchid » (Frère Orchidée), il accompagne le père supérieur en ville pour vendre des plantes. Là, il retrouve Flo qui s'est entichée d'un riche éleveur de bétail, Clarence P. Fletcher.

## Fiche technique
- Titre : L'Étrange Aventure
- Titre original : Brother Orchid (littéralement : Frère Orchidée)
- Réalisation : Lloyd Bacon
- Scénario : Earl Baldwin, d'après une histoire de Richard Connell
- Musique : Heinz Roemheld et Max Steiner (musique additionnelle)
- Directeur de la photographie : Tony Gaudio
- Directeur artistique : Max Parker
- Costumes : Howard Shoup (robes)
- Effets spéciaux : Edwin B. DuPar, Byron Haskin et Willard Van Enger
- Montage : William Holmes, assisté de Robert Burks (non crédité) et Don Siegel (non crédité)
- Producteurs : Jack L. Warner, Mark Hellinger (associé) et Hal B. Wallis (exécutif)
- Société de production et de distribution : Warner Bros.
- Genre : Comédie dramatique et film de gangsters
- Format : Noir et blanc
- Durée : 88 minutes
- Date de sortie :
  - États-Unis : 8 juin 1940

## Distribution
- Edward G. Robinson : « Little » John Sarto / Frère Orchidée
- Ann Sothern : Florence « Flo » Addams
- Humphrey Bogart : Jack Buck
- Donald Crisp : le père supérieur
- Ralph Bellamy : Clarence P. Fletcher
- Allen Jenkins : Willie « The Knife »
- Charles D. Brown : Frère Wren
- Cecil Kellaway : Frère Goodwin
- Morgan Conway : « Philadelphia » Powell
- Richard Lane : « Mugsy » O'Day
- Paul Guilfoye : « Red » Martin
- John Ridgely : « Texas » Pearson
- Joseph Crehan : Frère MacEwen
- Wilfred Lucas : Frère MacDonald
- Tom Tyler : « Curley » Matthews
- Dick Wessell : « Buffalo » Burns
- Granville Bates : le superintendant de Pattonsville
- Paul Phillips : « French » Frank
- Don Rowan : Al Muller
- Nanette Vallon : « Fifi »
- Tim Ryan : « Turkey » Malone
- Joe Caites : Harry, un homme de main
- Pat Gleason : « Dopey » Perkins
- Tommy Baker : Joseph

Acteurs non crédités :
- Louise Carter : la vieille femme de ménage
- Charles Coleman : le vendeur anglais de diamants
- Gino Corrado : un artiste
- James Flavin : un employé de parking au « Fat Dutchy's »
- Mary Gordon : madame Sweeney, la propriétaire de Flo
- Creighton Hale : le troisième reporter
- Jean Del Val et Armand Kaliz : deux français
- Paul Porcasi : le directeur du magasin
- Georges Renavent : un employé du bureau des télégrammes

## Distinctions
Le film a été pré-nommé pour faire partie des listes AFI's 100 Years... 100 Laughs et AFI's 10 Top 10 (dans la catégorie des films de gangsters).